# ماگدالنا گسلر
ماگدالنا گسلر (لهستانی: Magdalena Gessler؛ زادهٔ ۱۰ ژوئیهٔ ۱۹۵۳) شخصیت مشهور تلویزیونی، رستوران‌دار و نقاش اهل لهستان است. وی مجری یک برنامهٔ مشهور آشپزی به نام «دگرگونی‌های بنیادین آشپرخانه» (Kuchenne rewolucje) است.
پدر او یک روزنامه‌نگار ایتالیایی-لهستانی و مادر یک سرآشپز روسی بود و خودش در صوفیه و هاوانا بزرگ شد. وی در سال ۱۹۷۲ ساکن شهر مادرید شد و برای تحصیل به آکادمی سلطنتی هنرهای زیبای سان فرناندو رفت. او در سال ۲۰۲۱ یک خودزندگی‌نامه به نام «ماگدا» منتشر کرد. وی در مجموع صاحب ۹ رستوران در شهرهای ورشو، ژلازوا ولا، کاتوویتسه، گدنیا است.
ریشارد کاپوشینسکی پدرخواندهٔ اوست.
از فیلم‌ها یا مجموعه‌های تلویزیونی که وی در آن‌ها نقش داشته‌است، می‌توان به نارنجی مد جدید است، پرستار کودک و در خیابان سپولنی اشاره نمود.